# Anaco
Anaco is een plaats en gemeente in de Venezolaanse staat Anzoátegui. De gemeente telt 139.000 inwoners. De hoofdplaats is Anaco.